# 堺亜琉
堺 亜琉（さかい ありゅう、1950年11月16日 - ）は、熊本県出身の会社経営者。国土緑化株式会社の創業者

## 来歴
- 1950年　熊本県天草郡龍ヶ岳町（現：上天草市）で生まれる
- 1969年　熊本商科大学付属高校　卒業
- 1974年　国士舘大学政経学部経済学科　卒業
- 1974年　日誠総業株式会社　入社、代議士秘書を務める
- 1977年　国土緑化株式会社　設立
- 1987年　グリーンレンタルのフランチャイズ事業「緑のレンタル　グリーン・ポケット」を始める

## 人物
熊本県天草郡龍ヶ岳町に生まれ。
大学在学中から起業を考えており、代議士秘書時代に国会で緑化に関する法案がたびたび審議されていることを知り、緑化事業の可能性に着目した。1977年総合緑化企業「国土緑化株式会社」を設立。観葉植物のレンタルを中心に事業を展開。設立から10年後の1987年、グリーンレンタルのフランチャイズ事業「緑のレンタル　グリーン・ポケット」を立ち上げた。現在も環境と健康をテーマに室内緑化の普及に努めている。
高校・大学時代は空手に打ち込み、現在は母校である国士舘大学の空手道部OB会「一般社団法人国空会」の名誉会長に就いている。
2005年にゴマブックス社から発行された「緑で起業‼グリーンビジネスのすすめ」では、堺が国土緑化株式会社を創業した当時の様子や企業理念が描かれている。

## 要職等
- 国土緑化株式会社代表取締役[1]（2023年現在）
- 一般社団法人国空会　名誉会長[2]（国士舘大学空手道部ＯＢ会（2023年現在）
- 東京天草郷友会会長[3]（2018年～2022年）
- 東京紫紺会会長[4]（2018年～2020年）
- 東京成徳大学特別招聘講師[5]（2013年～2018年）
- 天草ビジネス交流会代表世話人（2006年～2009年）
- 中小企業交流クラブ　会長（2002年～2009年）